# Daniel Francetic
Daniel Francetic (1933. – 2014.), američki direktor i edukator u području znanosti o svemiru na planetariju srednje škole Euclid (Euclid High School Planetarium) u Euclidu, Ohio. Hrvatskog podrijetla. Bivši je predsjednik Asocijacije planetarija Velikih jezera i član osnivač Clevelandske regionalne asocijacije planetarije. Njegova je strast za podučavanjem astronomije dirnula brojne studente. Astronomska zajednica prepoznala mu je zasluge te je njemu u čast nazvan asteroid 11596 Francetic, provizorne oznake 1995 KA1, koji je otkrio Timothy B. Spahr 26. svibnja 1995. godine.